# Nguyễn Thái Học (phường)
Nguyễn Thái Học là một phường cũ thuộc thành phố Yên Bái cũ, tỉnh Yên Bái cũ, Việt Nam.

## Địa lý
Phường Nguyễn Thái Học có vị trí địa lý:
- Phía đông giáp phường Yên Ninh
- Phía tây và phía nam giáp phường Hồng Hà và Sông Hồng
- Phía bắc giáp phường Nam Cường.

Phường Nguyễn Thái Học có diện tích 1,75 km², dân số năm 2019 là 12.345 người, mật độ dân số đạt 7.054 người/km².

## Hành chính
Phường Nguyễn Thái Học được chia thành 15 tổ dân phố.

## Lịch sử
Sau năm 1975, Nguyễn Thái Học là một phường thuộc thị xã Yên Bái.
Ngày 6 tháng 6 năm 1988, Hội đồng Bộ trưởng ban hành Quyết định số 101-HĐBT về việc phân vạch địa giới hành chính một số phường thuộc thành phố Yên Bái. Theo đó, chia phường Nguyễn Thái Học thành 2 phường lấy tên là phường Nguyễn Thái Học và phường Yên Ninh.
Phường Nguyễn Thái Học (mới) có 63 tổ dân phố (từ tổ 1 đến tổ 63) và 10.580 nhân khẩu.
Ngày 11 tháng 1 năm 2002, Thủ tướng Chính phủ ra Nghị định số 05/2002/NĐ-CP về việc thành lập thành phố Yên Bái thuộc tỉnh Yên Bái. Phường Nguyễn Thái Học từ đó trực thuộc thành phố Yên Bái.
Ngày 16 tháng 6 năm 2025, Ủy ban Thường vụ Quốc hội ban hành Nghị quyết số 1673/NQ-UBTVQH15 về việc sắp xếp các đơn vị hành chính cấp xã của tỉnh Lào Cai năm 2025. Theo đó, sắp xếp toàn bộ diện tích tự nhiên, quy mô dân số của phường Đồng Tâm, phường Yên Ninh, phường Minh Tân, phường Nguyễn Thái Học, phường Hồng Hà thành phường mới có tên gọi là phường Yên Bái.